# Synagoge

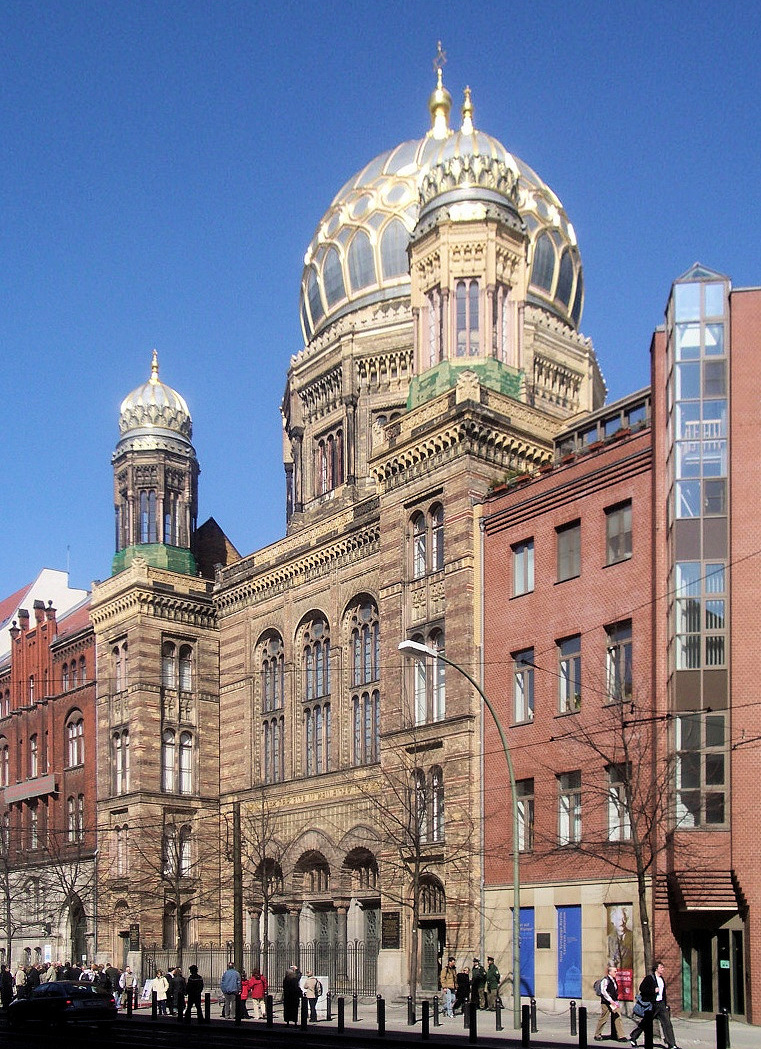
Die Neue Synagoge in Berlin

Eine Synagoge (von altgriechisch συναγωγή synagōgē, „Versammlung“) ist ein Gebäude, das der Versammlung, dem gemeinsamen Gottesdienst und oft auch als Lehrhaus einer jüdischen Gemeinde dient. Es dient auch als Ort für soziale und kulturelle Veranstaltungen innerhalb der jüdischen Gemeinschaft. Sie ist die wichtigste Institution im Judentum und hat den gemeinschaftlichen Gottesdienst des Christentums und des Islams maßgeblich beeinflusst.
In welchen Fällen in antiken Schriften συναγωγή (synagōgē) ein Gebäude zur Versammlung und zur Verrichtung religiöser Handlungen bezeichnet, und welcher Art diese waren, ist in der Forschung ebenso umstritten wie die Zeit der Entstehung der ersten Synagogen.

## Bezeichnungen

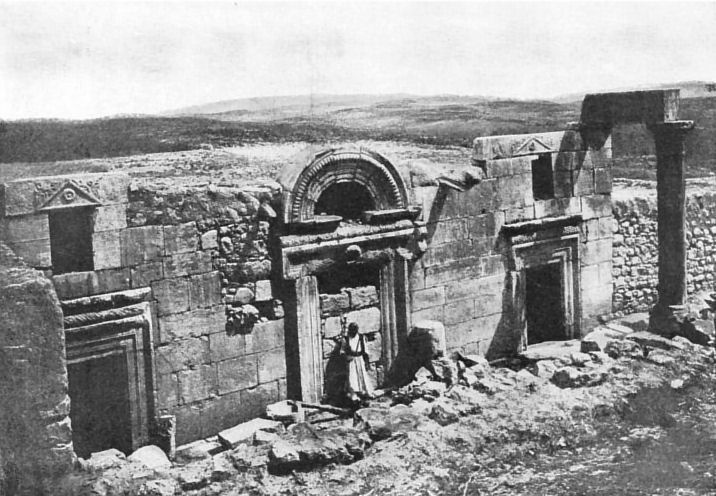
Ruinen einer Synagoge in Bar’am, Israel, wahrscheinlich 3. Jh. Aufnahme des Palestine Exploration Fund um 1900.

### Versammlungsorte in verschiedenen alten Sprachen
Synagoge (von altgriechisch συναγωγή synagōgē, latinisiert synagoga) ist – in unterschiedlicher Schreibweise – die häufigste Bezeichnung für den jüdischen Sakralbau in den modernen Sprachen. Im Neuhebräisch wird er als בית כנסת bet knesset, „Haus der Versammlung“, oder בית תפילה bet tefillah, Haus des Gebets, bezeichnet. Im Mittelalter wurde er schola, später italienisch scuola, deutsch Schule genannt, Juden mittel- und osteuropäischer Herkunft verwenden vielfach das jiddische schul, in einigen Dialekten schil. Im Reformjudentum des 19. und frühen 20. Jahrhunderts nannten ihn die deutschsprachigen Juden Tempel, eine Bezeichnung, die in Nordamerika außerhalb der strengen jüdischen Orthodoxie sehr gebräuchlich ist. Sephardische Juden, deren Vorfahren aus Spanien und Portugal stammen, verwenden traditionellerweise das spaniolische esnoga, während etwa im Iran kenisa gebräuchlich ist. Chassidische Juden, die keinen Wert auf prunkvolle Synagogen legen, bezeichnen ihre kleinen Bethäuser als stibl (Stube) oder Klaus (Klause).

### Herkunft
Synagōgē (Versammlung) ist eines der griechischen Wörter, mit dem die Septuaginta, die griechische Übersetzung der hebräischen Bibel, das hebräische עדה edah oder קהל kahal (Versammlung) übersetzt. Gleichbedeutend und besonders für letzteres wird auch die Übersetzung ekklēsia verwendet. Hellenistische, griechisch schreibende Juden der Diaspora gebrauchten meist das Wort προσευχή proseuchē, das in der Septuaginta in der Regel das hebräische תפילה Gebet übersetzt. Daneben sind vereinzelt τόπος topos, Ort, auch mit dem Zusatz heilig, σαββατείον sabbateion, Schabbathaus, διδασκαλείον didaskaleion, Lehrhaus, und andere Ausdrücke belegt.
Die griechische Bezeichnung synagōgē wurde allmählich spezifisch für religiöse Versammlungen, besonders jüdische verwendet. Ab dem 1. Jahrhundert n. Chr. wurde sie in Palästina auf das Gebäude übertragen, in dem die Versammlungen stattfanden und hat sich später auch in der Diaspora durchgesetzt. In der antiken rabbinischen Literatur wird dagegen בית הכנסת bet ha-knesset, Haus der Versammlung, בית התפילה bet ha-tefillah, Haus des Gebets, oder בית המדרש bet ha-midrasch, Haus des Lernens, verwendet. Aramäisch ist כנשתא kenischtah in Inskriptionen belegt.
In der christlichen Tradition wurde die Synagoge (im Mittelalter kirchenlat. synagoga) zum Symbol des Judentums und ihr das ursprünglich nahezu gleichbedeutende Wort Ekklesia (lat. ecclesia) als abgrenzende Bezeichnung für das Christentum gegenübergestellt.

## Geschichte

### Antike

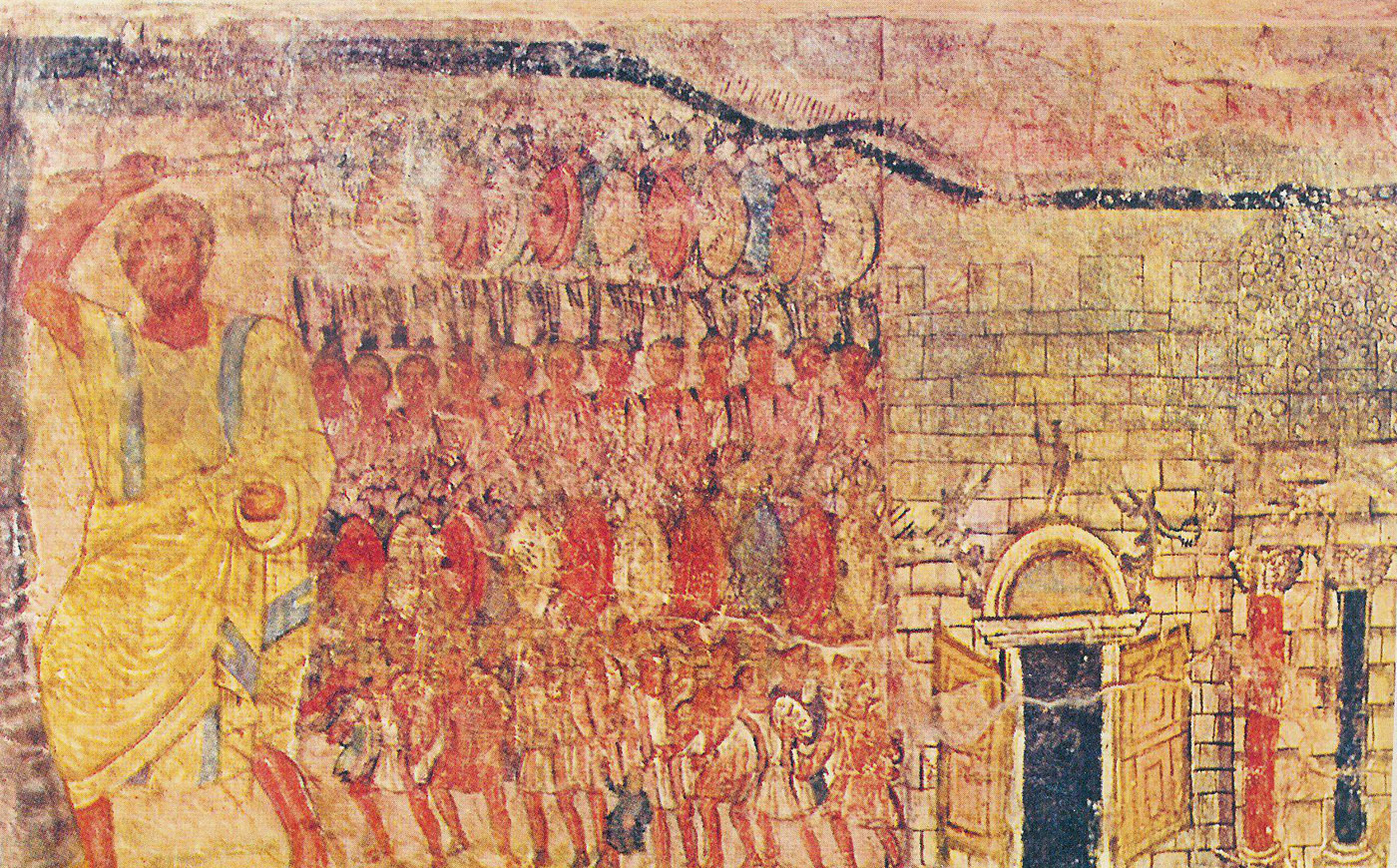
Auszug aus Ägypten; Wandmalerei in der Synagoge von Dura Europos, Syrien, 244 n. Chr.

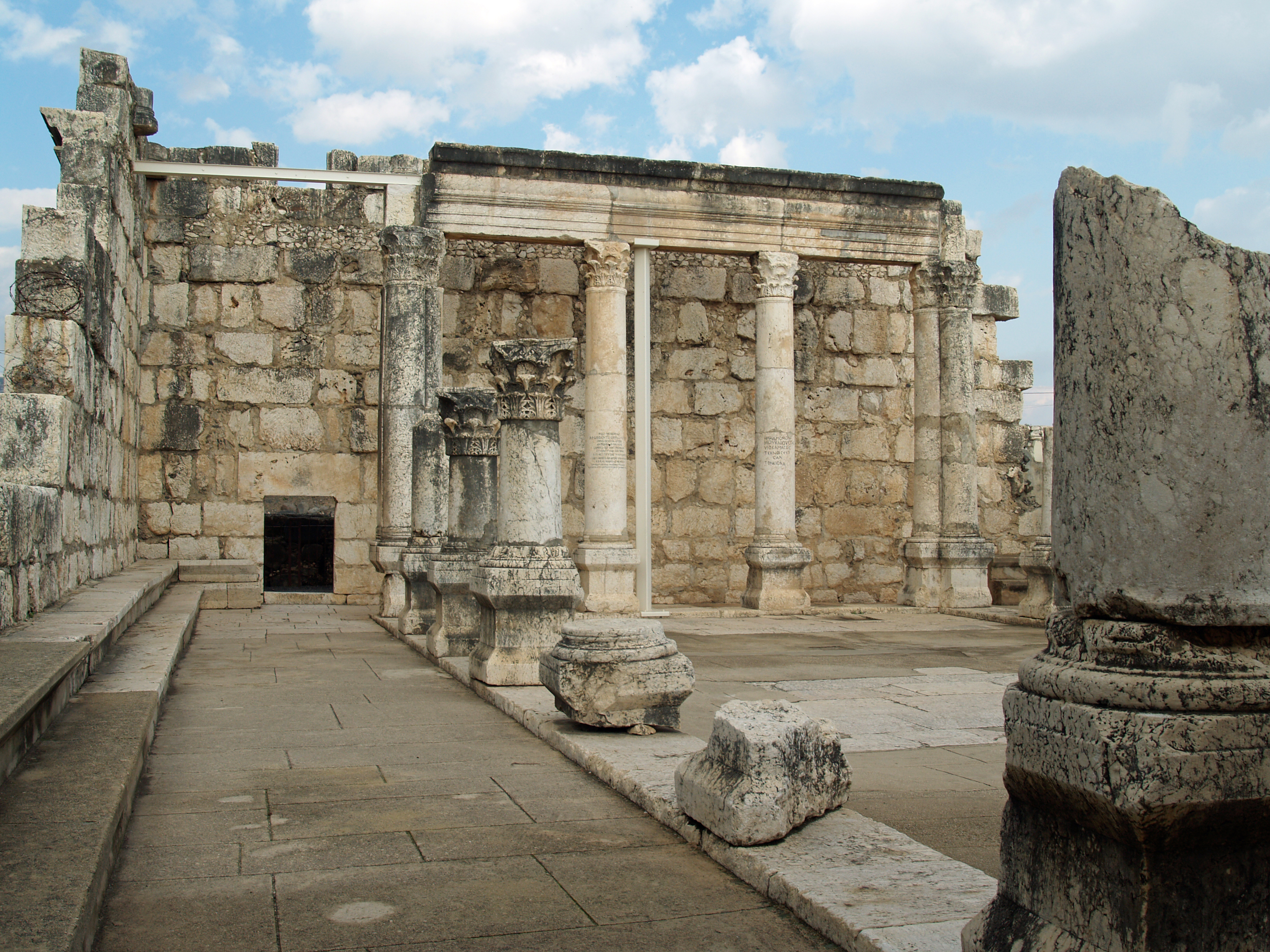
Ruinen einer Synagoge in Kapernaum, Galiläa, wahrscheinlich 4. Jh.

#### Entstehungszeiten und Ort
Die Entstehungszeit der Synagoge ist umstritten. Sowohl jüdische Quellen als auch das Neue Testament nennen Mose als ihren Begründer. In der rabbinischen Literatur werden jedoch keine Synagogen genannt, die, selbst der Legende nach, in frühester oder in der Zeit des ersten Jerusalemer Tempels bestanden hätten. Als biblischer Hinweis auf die frühe Existenz von Synagogen wird Jeremia 39,8  angesehen, so etwa vom jüdischen Gelehrten des 11. Jahrhunderts Raschi. In Psalm 74,8, der aus der Makkabäerzeit stammen soll, wird die Zerstörung von Versammlungsstätten beklagt, wofür die Septuaginta das Wort synagōgē verwendet.
Als möglicher Entstehungsort der Institution Synagoge wird bereits seit dem 16. Jahrhundert das babylonische Exil nach der Zerstörung des ersten Tempels vermutet. Bei Ez 11,16  im babylonischen Exil ist die Rede von einem kleinen Heiligtum, das, neben der mehrmaligen Erwähnung der Versammlung der Ältesten vor Ezechiel, als Hinweis auf das Bestehen von Synagogen gedeutet wird. Archäologische und schriftliche Zeugnisse machen die Existenz von Synagogengebäuden zur Zeit des Zweiten Tempels (etwa 500 v. Chr.), sowohl im Land Israel wie auch in der Jüdischen Diaspora jedoch wahrscheinlich.
Für die nachfolgende persische Zeit werden bei Esra und Nehemia Gottesdienste erwähnt, die von einigen Wissenschaftlern als Vorform der Synagoge erachtet werden. Andere schreiben die Entstehung der Synagoge der Sekte der Pharisäer zu, die sie als demokratischere Alternative zum von den Sadduzäern dominierten Tempel im 2. Jahrhundert v. Chr. in Judäa entwickelt haben sollen, was von anderen Forschern jedoch abgelehnt wird. Eine weitere Theorie vermutet den Ursprung der Synagoge in den Versammlungen am Marktplatz oder am bzw. im Stadttor, die in der Bibel erwähnt und durch archäologische Funde gestützt werden.
Die ältesten Zeugnisse, die auf die Existenz von jüdischen Versammlungshäusern hinweisen, stammen aus der hellenistischen Zeit. In Ägypten wurden mehrere griechische Papyri und Inschriften gefunden, die die Bezeichnung proseuchē oder proseuchē tōn Ioudaiōn verwenden und sich auf jüdische Versammlungshäuser beziehen. In einem Brief aus Alexandrou Nesos in Mittelägypten, der auf das Jahr 218 v. Chr. datiert wird, bittet eine nicht-jüdische Frau Ptolemaios IV. um Hilfe bei der Rückgabe eines ihr gestohlenen Umhangs, der vom offenbar jüdischen Dieb in die proseuchē gebracht worden war. Die beiden ältesten Inschriften mit der Bezeichnung proseuchē werden in die zweite Hälfte des 3. Jahrhunderts v. Chr. datiert und stammen aus Arsinoë-Krokodilopolis in Mittel- und aus Schedia in Unterägypten. Bei beiden handelt es sich um Widmungsinschriften, in denen die proseuchē König Ptolemaios, hier Ptolemaios III., seiner Gattin und Schwester Königin Berenike sowie ihren Kindern gewidmet wird. Im 1. Jahrhundert v. Chr. wurde einer proseuchē in einem nicht bekannten ägyptischen Ort das Recht der Asylie verliehen, das damals auch einige bedeutende Tempel anderer Religionen erhielten. Welcher Art von Kulthandlungen die proseuchen in Ägypten dienten, ist jedoch nicht bekannt.

#### Älteste archäologisch belegte Synagogen

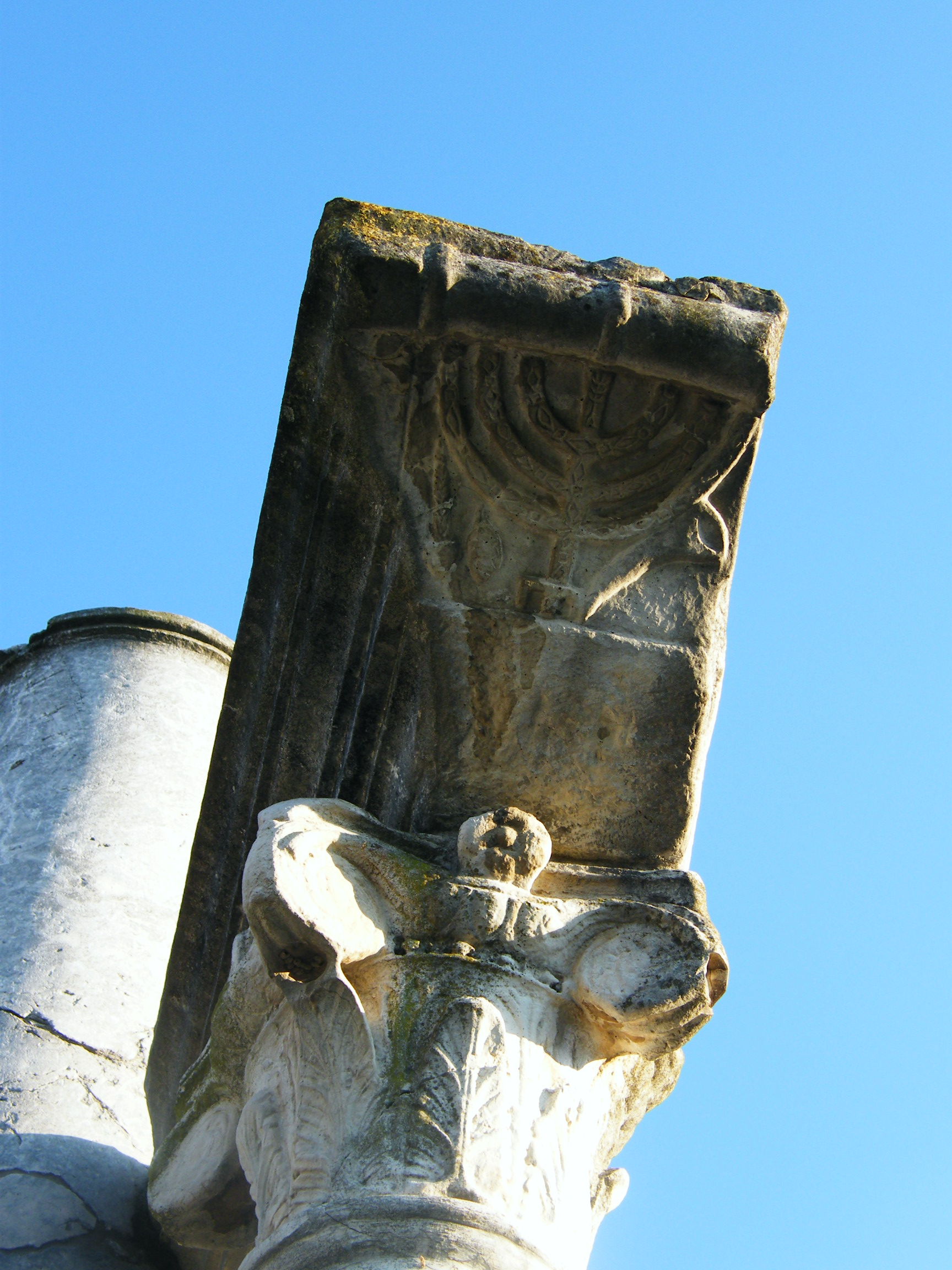
Menora in der antiken Synagoge von Ostia, 1./2. bis 4. Jh.

Marilyn Joyce Segal Chiat nennt in ihrer Dissertation über die Synagogen im antiken Palästina folgende Bedingungen, die erfüllt sein müssen, damit eine Ruine als Synagoge identifiziert werden kann: Das Gebäude oder Fragmente desselben müssen entweder mit Motiven dekoriert sein, die als jüdische Motive bekannt sind, wie der Toraschrein, die Menora, das Schofar oder Etrog und Lulav, oder es muss durch eine Inschrift bezeugt sein, dass das Gebäude von einer jüdischen Gemeinschaft als Ort für religiöse Versammlungen erbaut und genutzt wurde. Dazu gehört der Einzelfund in Jericho (75 v. Chr.).

##### Diaspora
Die ältesten bis heute ausgegrabenen Bauten, die als mögliche Synagogen identifiziert werden, stammen aus der griechisch-römischen jüdischen Diaspora. Es handelt sich, wie Archäologen annehmen, um Gebäude, die für einen anderen Zweck – mit einer Ausnahme als Wohnhäuser – errichtet und nachträglich zu Versammlungshäusern umgebaut wurden. Sie weisen keinen besonderen Baustil auf, sondern folgen den örtlichen Traditionen, verfügen im Unterschied zu späteren Synagogen meist über keinen Aufbewahrungsort für die Torarollen und sind noch nicht Richtung Jerusalem ausgerichtet.
Als ältestes Bauwerk gilt die Synagoge auf Delos auf der gleichnamigen griechischen Insel. Die Ruinen werden in die Mitte des 1. Jahrhunderts v. Chr. datiert, ältere Teile, möglicherweise eines ursprünglichen Privathauses, ins spätere 2. Jahrhundert v. Chr. In den baulichen Überresten fand sich als einziger Schmuck ein kunstvoll gestalteter Marmorsessel, der als „Sitz Moses“ in Frage kommt, wie er in anderen Synagogen gefunden wurde. Die Widmung an den „höchsten Gott“ (theos hypsistos), mit dem allerdings auch Zeus gemeint sein kann, und eine in einem benachbarten Raum gefundene Weihinschrift mit der Bezeichnung „proseuchē“ weisen das Gebäude nach Ansicht von Fachleuten als mögliche Synagoge aus.
Die in Ostia an der Tibermündung bei Rom ausgegrabene Synagoge von Ostia wurde in mehreren Etappen zwischen dem späten 1. und dem 4. Jahrhundert n. Chr. erbaut. Umstritten ist, ob es sich um ein bereits ursprünglich als Synagoge erstelltes oder erst durch einen späteren Umbau zu einer Synagoge umfunktioniertes Gebäude handelt.
Die Synagoge in Priene an der ägäischen Küste Kleinasiens ist ein zu einer Synagoge umgebautes früheres Privathaus mit Ladenräumlichkeiten. Der Umbau könnte im 2. Jahrhundert n. Chr. erfolgt sein, wahrscheinlicher ist jedoch eine Datierung ins 3. oder 4. Jahrhundert. Eine als Toraschrein identifizierte Nische, mehrere Reliefs mit Darstellungen von Menora, Lulav, Etrog und Schofar sowie ein Marmorbassin, vermutlich eine Mikwe, erlauben die Identifizierung als Synagoge.

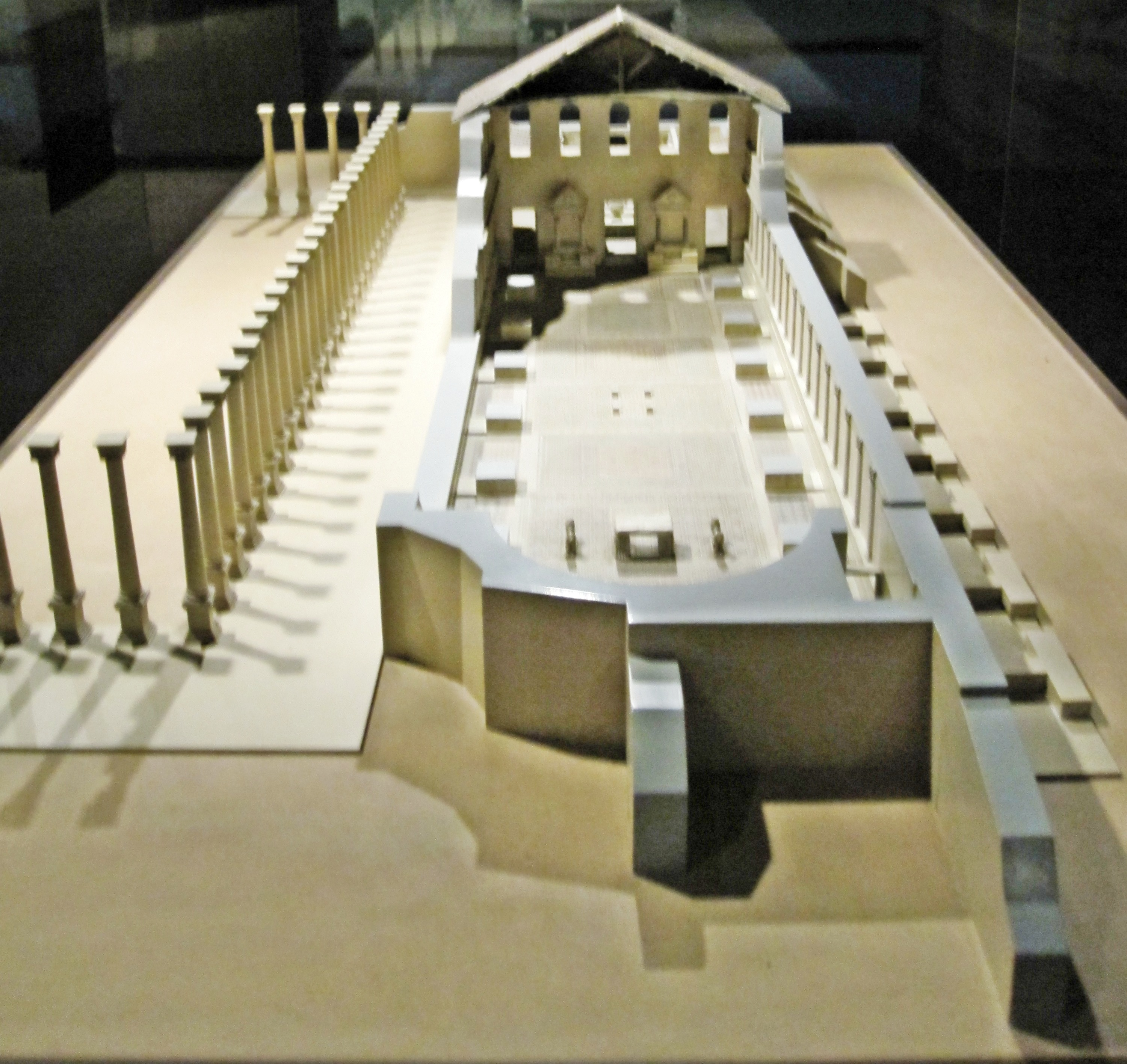
Modell der Synagoge von Sardes

Auch die Synagoge von Stobi in Makedonien wurde als zu einer Synagoge umgebautes Privathaus identifiziert, dessen Eigentümer und Stifter der Synagoge dank zwei Inschriften namentlich bekannt ist. In der Stiftungsinschrift sichert der Stifter sich und seiner Familie auch ein Wohnrecht im Obergeschoss der Synagoge. Der Umbau zur Synagoge wird ins 2. oder wahrscheinlicher ins 3. Jahrhundert n. Chr. datiert, eine Vergrößerung ins 4. Jahrhundert. Im 5. Jahrhundert wurde die Synagoge zu einer christlichen Basilika umgebaut.
Die größte bisher bekannte antike Synagoge wurde in Sardes in Kleinasien gefunden. Auch hier handelt es sich um ein ursprünglich nicht als Synagoge errichtetes Gebäude, bei dem es sich, anders als in den übrigen Fällen, nicht um ein Privathaus, sondern um ein öffentliches Gebäude gehandelt haben muss, dessen Nutzung jedoch nicht bekannt ist. Die Synagoge wird ins 3. Jahrhundert n. Chr. datiert; sie wurde bis zur Zerstörung der Stadt im Jahr 616 genutzt.
Der bisher spektakulärste Fund ist die antike Synagoge von Dura Europos am Euphrat in der syrischen Wüste mit ihren Wandmalereien. Auch hier handelt es sich um ein Privathaus, das zu einer Synagoge umgebaut wurde, in einer ersten Phase wahrscheinlich in der zweiten Hälfte des 2. Jahrhunderts n. Chr., in einer zweiten Phase dann im Jahr 244/245 n. Chr. Die Synagoge war bis zur Zerstörung der Stadt im Jahr 256 n. Chr. in Gebrauch.

##### Judäa, Galiläa, Golan
In Judäa und in Galiläa wurden drei Bauten ausgegraben, die als Synagogen gedient haben könnten, und zwar bereits vor der Zerstörung des Tempels in Jerusalem durch die Römer im Jahr 70 n. Chr. Sie befinden sich in den Festungen von Masada und im Herodium sowie in Migdal in Galiläa und in Gamla, im heutigen Golan. Die Theodotos-Inschrift, die von den meisten Archäologen in die Zeit vor 70 n. Chr. datiert wird, beschreibt eine Synagoge in Jerusalem in der Nähe des Tempels.
Die Synagoge von Gamla im heutigen Golan, vom israelischen Archäologen Shmaryahu Gutman als Synagoge der Zeloten von Gamla bezeichnet, ist ein an der Stadtmauer gelegener Bau aus der Zeit des Zweiten Tempels, der nach dem Aufstand gegen die Römer im Jahr 68 n. Chr. zerstört wurde. Während ihn Carsten Claußen in seiner Dissertation über die Synagoge im hellenistisch-jüdische Umfeld als „das einzige Gebäude in Galiläa und dem Golan aus der Zeit vor 70 n. Chr., das mit Sicherheit als Synagoge identifiziert werden kann“, und als möglicherweise „früheste bekannte Synagoge im römischen Palästina“ bezeichnet, vertritt Segal Chiat die Meinung, es handle sich nicht um eine ehemalige Synagoge.

#### Schriftliche Zeugnisse
In der Darstellung der Evangelien waren Synagogen wichtige Schauplätze der öffentlichen Wirksamkeit von Jesus von Nazaret: „Sie kamen nach Kafarnaum. Am folgenden Schabbat ging er in die Synagoge und lehrte.“ (Markus 1,21) Der Bericht über Nazaret nennt einige Details: „So kam er auch nach Nazaret, wo er aufgewachsen war, und ging, wie gewohnt, am Sabbat in die Synagoge. Als er aufstand, um vorzulesen, reichte man ihm die Buchrolle des Propheten Jesaja. Er öffnete sie und fand die Stelle, wo geschrieben steht: ... Dann schloss er die Buchrolle, gab sie dem Synagogendiener und setzte sich. Die Augen aller in der Synagoge waren auf ihn gerichtet.“ (Lk 4,16f.20 ). Die von Jesus anscheinend gezielt aufgerollte, vorgelesene und dann erläuterte Stelle war Jesaja 61,1f.

### Mittelalter und Neuzeit

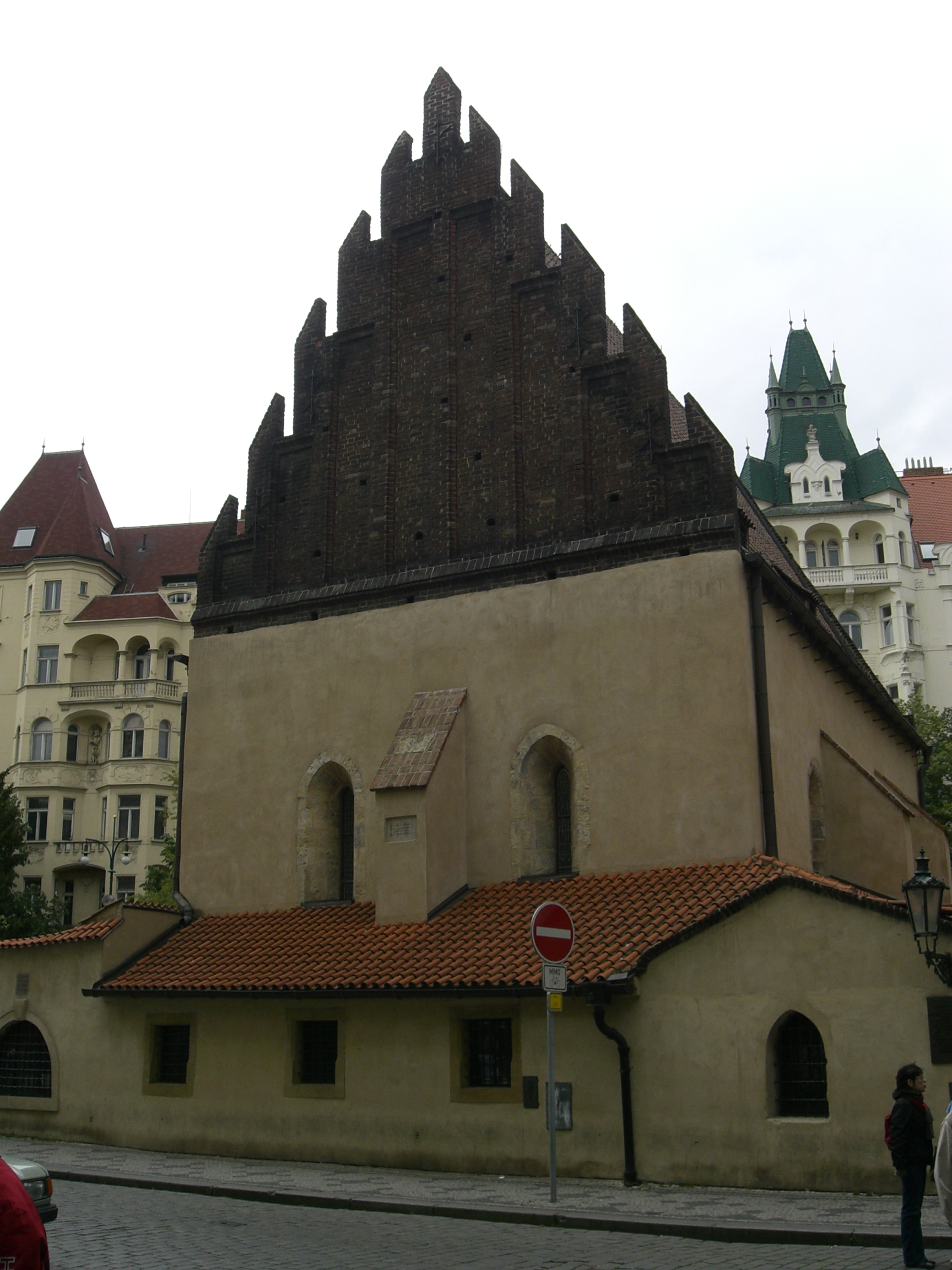
Altneu-Synagoge, Prag, 13. J.h.

Die Synagoge von Aleppo verwahrte bis 1947 den Codex von Aleppo und war bis zu diesem Zeitpunkt neben Shefaram eine der ältesten genutzten Synagogen in der Levante.
Die el-Ghriba-Synagoge auf der tunesischen Insel Djerba erhebt den Anspruch, die älteste Synagoge Afrikas zu sein. Sie konkurriert in dieser Frage mit dem Dorf Oufrane im östlichen Draa-Tal in Marokko, wo die Synagoge angeblich aus dem 6. Jahrhundert v. Chr. stammt und die älteste des Landes sein soll.
In Mitteleuropa breiteten sich die Synagogenbauten von den ältesten Gemeinden an Rhein (etwa 10. Jahrhundert) ausgehend im Zusammenhang mit der Migration deutscher Siedler allmählich nach Osten aus. Das älteste bis zum Dach erhaltene Synagogengebäude Mitteleuropas ist die Alte Synagoge in Erfurt, dessen älteste Teile aus dem späten 11. Jahrhundert stammen. Die älteste noch in Nutzung befindliche, unzerstörte Synagoge Europas ist die Altneu-Synagoge in Prag, die im frühgotischen Stil im 13. Jahrhundert erbaut wurde. Bei der von den Wormser Juden genutzten Wormser Synagoge, erstmals 1034 geweiht, handelt es sich um eine Rekonstruktion des in der sogenannten Kristallnacht zerstörten Baus aus dem 12. Jahrhundert.

## Architektur, Ausstattungen
Synagogen lehnten und lehnen sich zumeist an die Architektur der Umgebung an. Das gilt auch für Synagogen der Antike. Die zerstörte Synagoge in Merom ist etwa in der Dorischen Ordnung errichtet worden, während die von Kafr Bir’im griechisch-römische Modifikationen der Korinthischen Ordnung aufweist. Lediglich im Inneren haben Synagogen einige gemeinsame Merkmale, aber auch hier kann es zu Abweichungen kommen.

### Grundriss

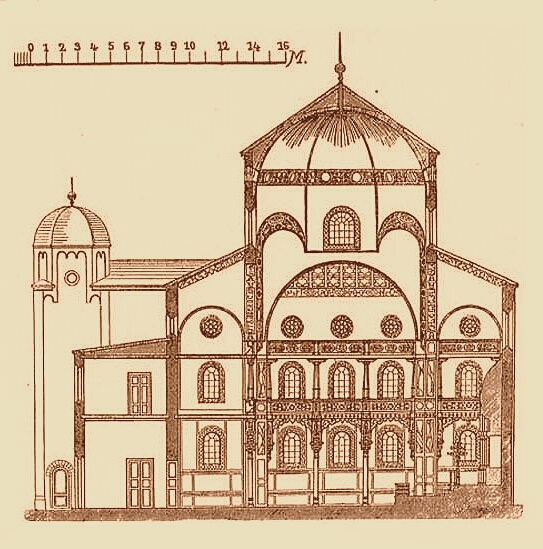
Semper-Synagoge Dresden, Querschnitt. Eingeweiht 1840, zerstört während der Novemberpogrome 1938

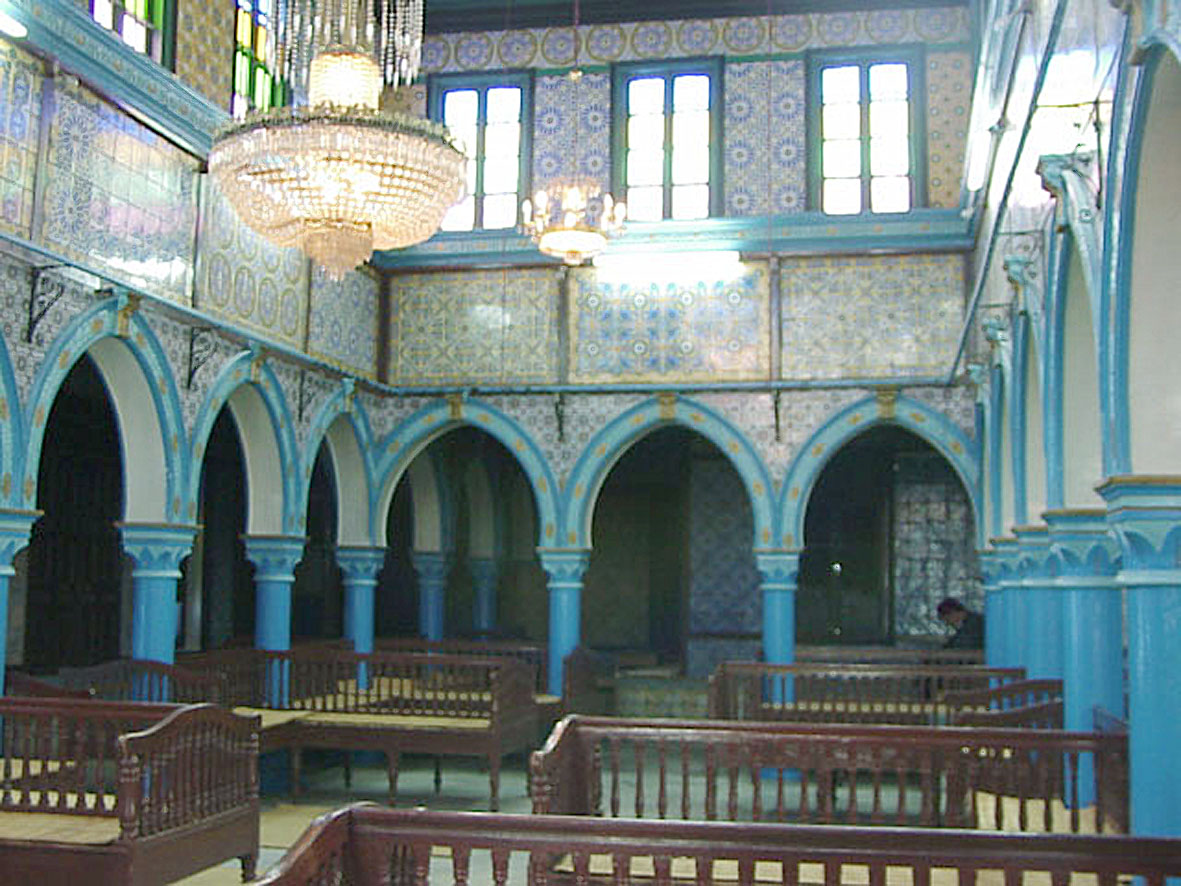
Innenansicht der el-Ghriba-Synagoge auf der tunesischen Insel Djerba, spätes 19. Jh.

Die Synagogen der Welt haben keinen einheitlichen Grundriss, die architektonischen Formen und Ausprägungen sind sehr unterschiedlich.
Der Bereich der Synagoge, in dem die Gebete durch die Gemeinde gestaltet werden, ist in symbolischer Entsprechung des Mischkan (hebräisch משכן „Gottes Heimstätte auf Erden“), der einstigen Jerusalemer Tempel, das Hauptheiligtum des Gebetshauses, eine symbolische Entsprechung für das eigentliche Heiligtum „im Himmel“, Gott.
In diesem Bereich, an der Ostwand (in Westeuropa) in Richtung Jerusalem (Misrach), in einem speziellen Schrein, dem Aron ha-Qodesch (hebr. für Toraschrein, Heilige Lade), werden die Tora-Rollen (Sifrei-Torah-Pergamentrollen) für die Verlesung der Wochenabschnitte aufbewahrt. Über dem Aron ha-Qodesch ist eine symbolische Gebotstafel (ähnlich den Zehn Geboten) angebracht. Über der Lade hängt ein Licht, Ner Tamid genannt. Es erinnert an die Feuersäule, die die Israeliten auf ihrem Weg durch die Wildnis der Wüste Sinai begleitet hat. Zudem befand sich vor dem Tempel in Jerusalem das ewige Licht als Symbol der ewigen Verbundenheit der Juden mit Gott. Während der Gebetszeremonie wird die heilige Tora aus dem Schrein gehoben und auf die Bima, das Lesepult, gelegt.
In traditionellen aschkenasischen Synagogen (wie etwa in den neueren Synagogen Mannheim oder Recklinghausen) befindet sich die Bima in der Mitte des Innenraums. In sephardischen Bauten stehen sich der Aron ha-Qodesch an der nach Jerusalem weisenden Ostwand und die Bima im Westen gegenüber, wobei sie in italienischen Synagogen auch mit einer nach außen vortretenden Nische verbunden sein kann. Im frühen 19. Jahrhundert übernahmen die aschkenasischen Reformer diese Raumvorstellung. Eine Menora (siebenarmiger Leuchter) schmückt den Raum. Vorschriften über eine Trennung der Geschlechter (vgl. Mechiza) sind baulich ganz unterschiedlich gelöst oder – je nach religiöser Ausrichtung – unberücksichtigt.

### Bauliche Gestaltung
Da es nur wenig Anweisungen im Talmud gibt, wie Synagogen baulich beschaffen sein müssen, waren der Gestaltung wenig Grenzen gesetzt. Der Talmud sagt, dass Synagogen Fenster haben müssen, aber auch, dass sie größer sein sollten als alle anderen Gebäude am Ort. Letztere Vorschrift konnte in der Diaspora jedoch nie verwirklicht werden.
In der Regel wurden Synagogen im vorherrschenden architektonischen Stil der Zeit und des Ortes, an dem sie errichtet wurden, gebaut. So sah etwa die Synagoge in Kaifeng einem chinesischen Tempel ähnlich, Synagogen aus dem mittelalterlichen Prag oder Budapest wurden im gotischen Stil errichtet. Im 19. Jahrhundert herrschte, nachdem die Synagoge als repräsentative Bauaufgabe zugelassen worden war, einige Jahrzehnte ein orientalisierender Historismus vor. Die einzige Synagoge mit Dachreiter, Glocken, Glockenspiel und Turmuhr in Deutschland befand sich bis zu ihrer Zerstörung 1938 im oberschwäbischen Bad Buchau, neben entsprechend ausgestatteten Synagogen in Rom und Gibraltar.

## Funktionen für die Gemeinde

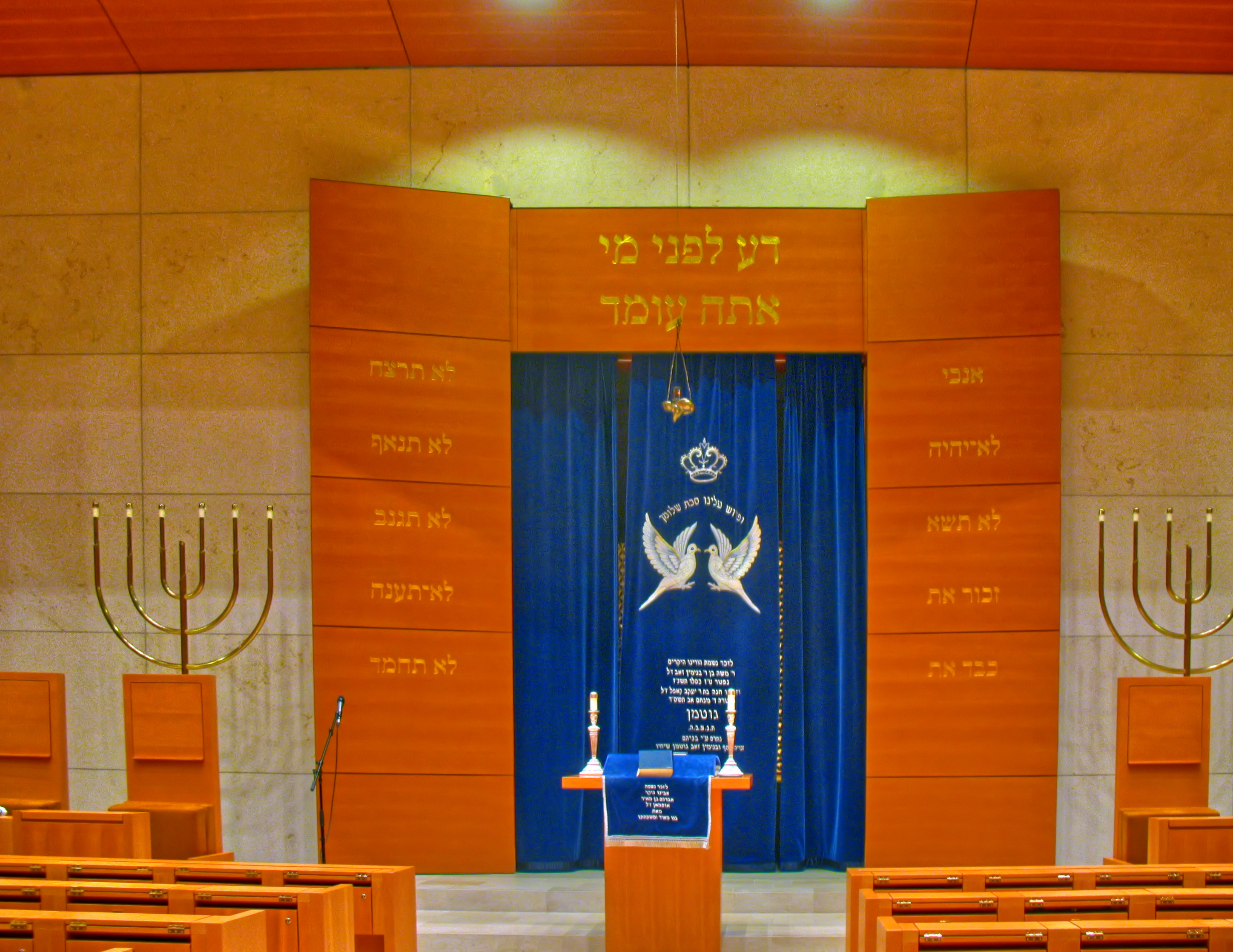
Toraschrein der Münchner Synagoge, eingeweiht 2006.

Synagogen dienen nicht nur dem jüdischen Gottesdienst, sondern auch Gemeindeveranstaltungen, der Erwachsenenbildung und der Bereitstellung von Hebräischschulen für schulpflichtige Kinder. Die orthodoxen und die meisten konservativen Juden nennen ihre Gotteshäuser Synagogen; einige benutzen die hebräische Bezeichnung Beth Knesset oder den jiddischen Begriff Schul. Im Gegensatz zu einer katholischen oder orthodoxen Kirche ist eine Synagoge kein geweihter Raum. Fast jeder Ort kann als Synagoge dienen, wenn er gewissen Anforderungen gerecht wird. Eine Synagoge muss nicht einmal ein umschlossener Raum sein. Der freie Platz unmittelbar vor der Klagemauer in Jerusalem gilt beispielsweise als Freiluftsynagoge.
Die meisten amerikanischen Reformjuden und einige Konservative in den USA verwenden auch die Bezeichnung Tempel für ihre Synagoge, aber viele traditionelle Juden empfinden diese Bezeichnung als ungenau, da das Judentum historisch nur einen Tempel hatte – in Jerusalem. Dort allerdings konnten sich die Gemeinden standmannschaftlich durch fromme Tempeldiener aus ihren Reihen (Maʿamadot) vertreten lassen. Es werden drei tägliche Gebete angeboten: normalerweise ein Morgengottesdienst Shacharit und zwei abendliche Gottesdienste Mincha (Nachmittagsgebet) und Maariv (das wirkliche Abendgebet), die praktisch ineinander übergehen.
Es gibt spezielle Gottesdienste am Schabbat und an den jüdischen Feiertagen. In vielen kleineren Gemeinden finden nur ein- oder zweimal die Woche Gottesdienste statt.

## Pogrome

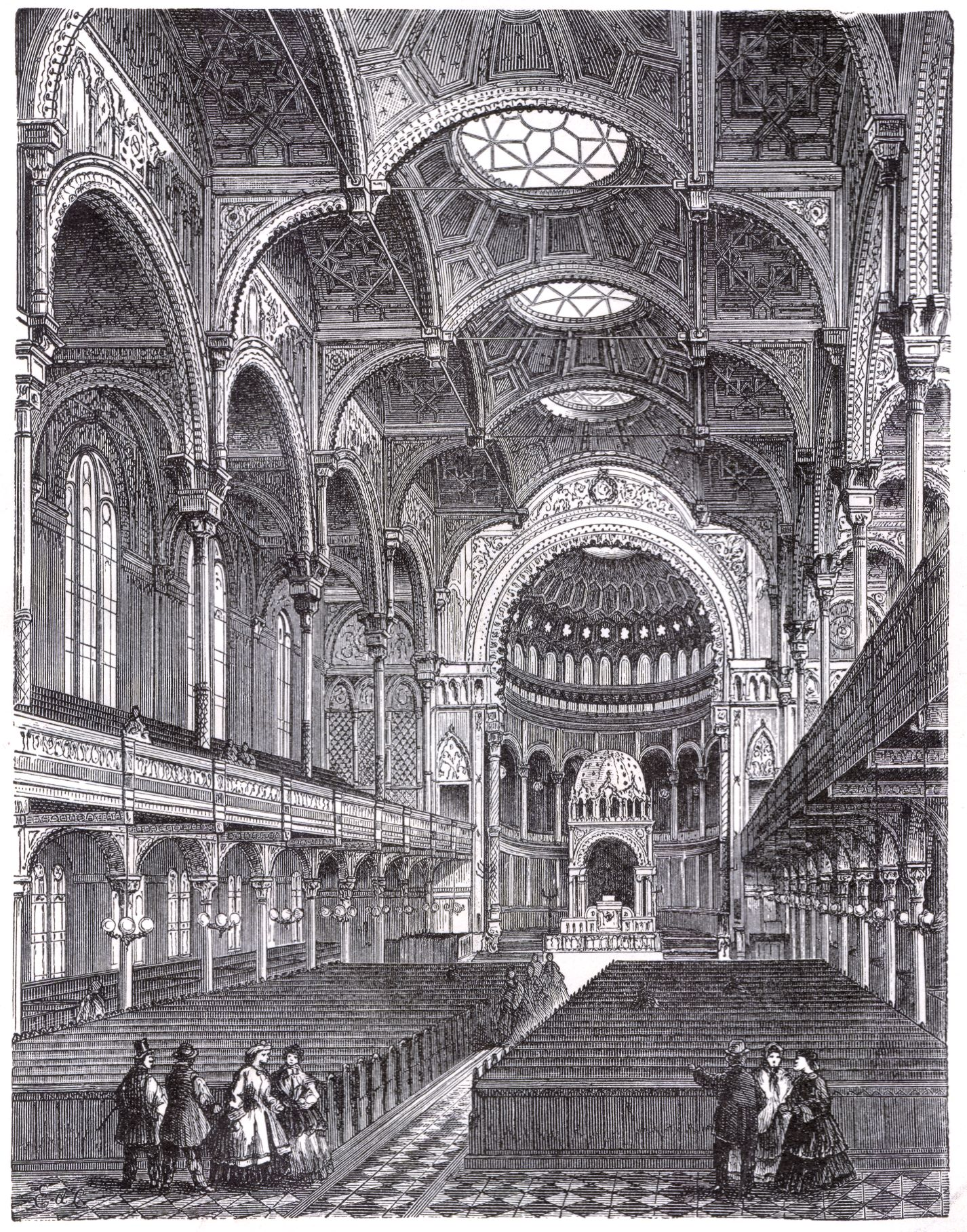
Das zerstörte Innere der Neuen Synagoge Berlin, 19. Jh.

Synagogen fielen immer wieder Pogromen zum Opfer und wurden zerstört. An ihrer Stelle wurden im Mittelalter teilweise Frauen- oder Marienkirchen errichtet, so in Rothenburg ob der Tauber, Bamberg, Würzburg, Nürnberg, Weißenburg in Bayern, Regensburg und Ingolstadt (Schutterkirche). Sehr selten konnten Synagogengebäude 1938 gerettet werden, so beispielsweise in Görlitz oder dem ostpreußischen Cranz.
In Deutschland und Österreich zerstörten Nationalsozialisten (zumeist Angehörige der SA) bei den Novemberpogromen 1938 am 9. und 10. November 1938 2.676 Synagogen und jüdische Gemeindehäuser, wobei mindestens 91 Menschen getötet wurden. Allein in Wien wurden 42 Synagogen und Gebetshäuser in Brand gesteckt. Die Große Synagoge (Warschau) wurde am Ende des Aufstandes im Warschauer Ghetto am 16. Mai 1943 von General Jürgen Stroop gesprengt.
Dort, wo die Synagogen aus den Stadtbildern verschwanden, wurden nach dem Zweiten Weltkrieg oft Gedenktafeln angebracht. In Graz wurde eine Synagoge um 2000 an der gleichen Stelle am Grieskai und unter Verwendung von Ziegeln der ehemaligen Synagoge wiedererrichtet. In Wien wurde am 24. Juli 2018 der erste Prototyp einer Stele mit einem leuchtenden verformten liegenden Davidstern vor der Zentrale der MA 33, die für die öffentliche Beleuchtung in Wien zuständig ist, errichtet. Im Zuge dieses Projekt Ot (hebräisch Zeichen, Symbol) sollen um oder bis November 2018 also 80 Jahre nach der Zerstörung von etwa 100 Synagogen in Wien in 16 Bezirken solche Lichtzeichen aufgestellt werden.